# Madonna col Bambino tra i santi Pietro e Paolo
La Madonna con Bambino tra i santi Pietro e Paolo è un dipinto a olio su tavola (290x170 cm) della bottega del Perugino, databile al 1520 circa e conservato nella collegiata dei Santi San Pietro e Paolo di Monteleone d'Orvieto.

## Storia
Il Guardabassi, nel 1872, segnala la tela nell'abside della collegiata, attribuendola al maestro Pietro Vannucci.
Umberto Gnoli, nel 1923, proponeva invece il nome di Giacomo di ser Guglielmo da Città della Pieve (ancora, e fino a tutto il Cinquecento, Castel della Pieve), che, secondo lui, collaborò in tutte le opere del Perugino eseguite nella sua città natale dopo il 1510.
I tratti distintivi di ser Giacomo sarebbero individuabili, nelle "forme larghe e squadrate, specie nelle facce", nelle figure grosse e tozze, dai capelli rossi, che compaiono già nella Deposizione di Santa Maria dei Servi (Città della Pieve), nella Madonna in gloria e quattro santi del Duomo di Città della Pieve, nell'affresco di Sant'Antonio abate.

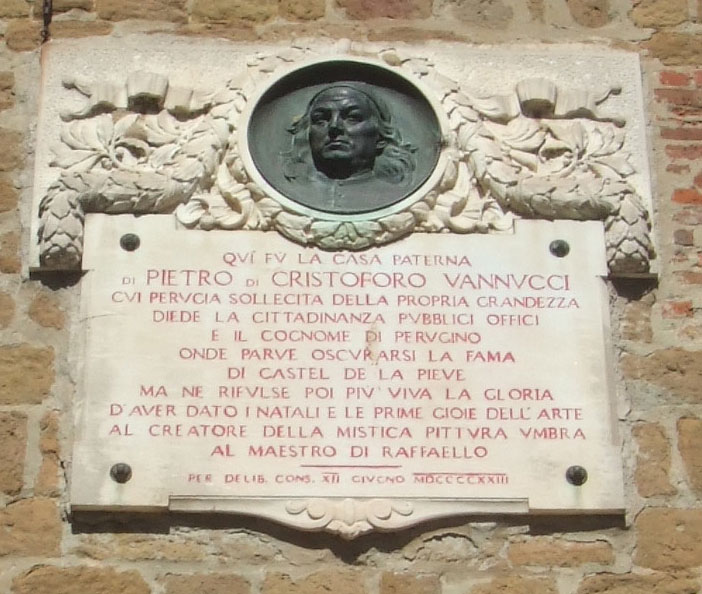
Lapide commemorativa del Perugino

Questi stili, che effettivamente ricorrono nelle opere pievesi del Perugino e della sua scuola, non sono riscontrabili nell'opera monteleonese, indicata dallo Gnoli come interamente autografa di Ser Giacomo, poiché la tela è stata resa quasi del tutto illeggibile da pesantissime ridipinture risalenti, forse, al restauro del 1820.
Scarsissime sono le notizie su Giacomo di Ser Gherardo: dai documenti trovati dall'Orsini (nel 1804) negli archivi di Città della Pieve, sappiamo che fu priore della cittadina dal 1529 al 1534 e che, nel 1521, un suo gonfalone, eseguito per la chiesa di Santa Maria Maddalena, fu stimato da Tiberio d'Assisi e da Fiorenzo di Lorenzo.

## Descrizione
La tavola rappresenta la Madonna col Bambino, con ai lati gli apostoli Pietro e Paolo, riconoscibili dagli attributi: le chiavi, la spada e il libro; nella lunetta Gesù che sorge dal sepolcro con gli angeli ai lati.